# Shirley Murdock
Shirley Murdock (Toledo, Ohio, Estados Unidos em 22 de Maio de 1957) é uma cantora e compositora americana de R&B, que é mais conhecida por seu R&B hit single "As We Lay" em 1986 e seus vocais na banda Zapp com o hit single Computer Love.

## Discografia

### Álbuns de estúdio
| 1986                                                                              | Shirley Murdock! - Primeiro álbum de estúdio - Data de lançamento: 18 de Fevereiro de 1986 - Gravadora: Elektra  | 44  | 9  | — | - US: Gold |
| 1988                                                                              | A Woman's Point of View - Segundo álbum de estúdio - Data de lançamento: 31 de Maio de 1988 - Gravadora: Elektra | 137 | 19 | — |            |
| 1991                                                                              | Let There Be Love! - Terceiro álbum de estúdio - Data de lançamento: 17 de Junho de 1991 - Gravadora: Elektra    | —   | 22 | — |            |
| 2002                                                                              | Home - Quarto álbum de estúdio - Data de lançamento: 26 de Fevereiro de 2002 - Gravadora: Chordant               | —   | —  | 9 |            |
| 2007                                                                              | Soulfood - Quinto álbum de estúdio - Data de lançamento: 20 de Março de 2007 - Gravadora: Tyscot                 | —   | 71 | 7 |            |
| "—" denotes a recording that did not chart or was not released in that territory. | |     |    |   |            |

### Álbuns ao vivo
| Ano  | Detalhes do álbum                                                                                          | Posições |
| Ano  | Detalhes do álbum                                                                                          | US Gos   |
| ---- | --- | -------- |
| 2011 | Live: The Journey - Primeiro álbum ao vivo - Data de lançamento: 18 de Outubro de 2011 - Gravadora: Tyscot | 24       |

### Álbuns compilados
| Ano  | Detalhes do álbum |
| ---- | --- |
| 2001 | The Very Best of Shirley Murdock - Primeira compilação - Data de lançamento: 15 de Maio de 2001 - Gravadora: Elektra, Rhino |

### Singles
| 1986                                                                              | "No More"                    | —  | 24 | —  | 27 | —  | —  | Shirley Murdock!        |
| 1986                                                                              | "Truth or Dare"              | —  | —  | —  | —  | —  | 60 | Shirley Murdock!        |
| 1986                                                                              | "As We Lay"                  | 23 | 5  | 21 | —  | —  | —  | Shirley Murdock!        |
| 1987                                                                              | "Go on Without You"          | —  | 5  | —  | —  | —  | —  | Shirley Murdock!        |
| 1987                                                                              | "Be Free"                    | —  | 86 | —  | —  | —  | —  | Shirley Murdock!        |
| 1988                                                                              | "Husband"                    | —  | 5  | —  | —  | —  | —  | A Woman's Point of View |
| 1988                                                                              | "Oh What a Feeling"          | —  | —  | —  | —  | —  | —  | A Woman's Point of View |
| 1988                                                                              | "Found My Way"               | —  | —  | —  | —  | —  | —  | A Woman's Point of View |
| 1991                                                                              | "In Your Eyes"               | —  | 7  | —  | —  | —  | —  | Let There Be Love!      |
| 1991                                                                              | "Stay with Me Tonight"       | —  | 36 | —  | —  | —  | —  | Let There Be Love!      |
| 1992                                                                              | "Let There Be Love!"         | —  | 89 | —  | 47 | —  | —  | Let There Be Love!      |
| 2007                                                                              | "I Love Me Better Than That" | —  | —  | —  | —  | 22 | —  | Soulfood                |
| 2011                                                                              | "Dream"                      | —  | —  | —  | —  | 22 | —  | Live: The Journey       |
| "—" denotes a recording that did not chart or was not released in that territory. |                              |    |    |    |    |    |    |                         |

## Filmografia
| Filme                        | Ano  |
| ---------------------------- | ---- |
| Sweating in the Spirit       | 2005 |
| First Cousins (pós-produção) | 2007 |